# ʿAsmāʾ bint Marwān
ʿAsmāʾ bint Marwān (arabisch عصماء بنت مروان, DMG ʿAṣmāʾ bt. Marwān; gestorben am 21. März 624) war eine jüdische Dichterin, die in der islamischen Historiographie im Zusammenhang mit ihrer Opposition gegen Mohammed aufgeführt wird und aufgrund eines von ihr verfassten, gegen den Propheten und seine Anhängerschaft gerichteten Schmähgedichts getötet wurde. Sie gehörte zu den Umaiya ibn Zaid, einem Unterstamm der Aus, und war mit einem Mitglied eines weiteren Unterstamms, der Banū Chatma, verheiratet: Yazīd ibn Zaid ibn Hisn Chatmī. ʿAsmāʾ war Mutter von fünf Söhnen, von denen der jüngste zum Zeitpunkt ihres Todes noch ein Säugling war.

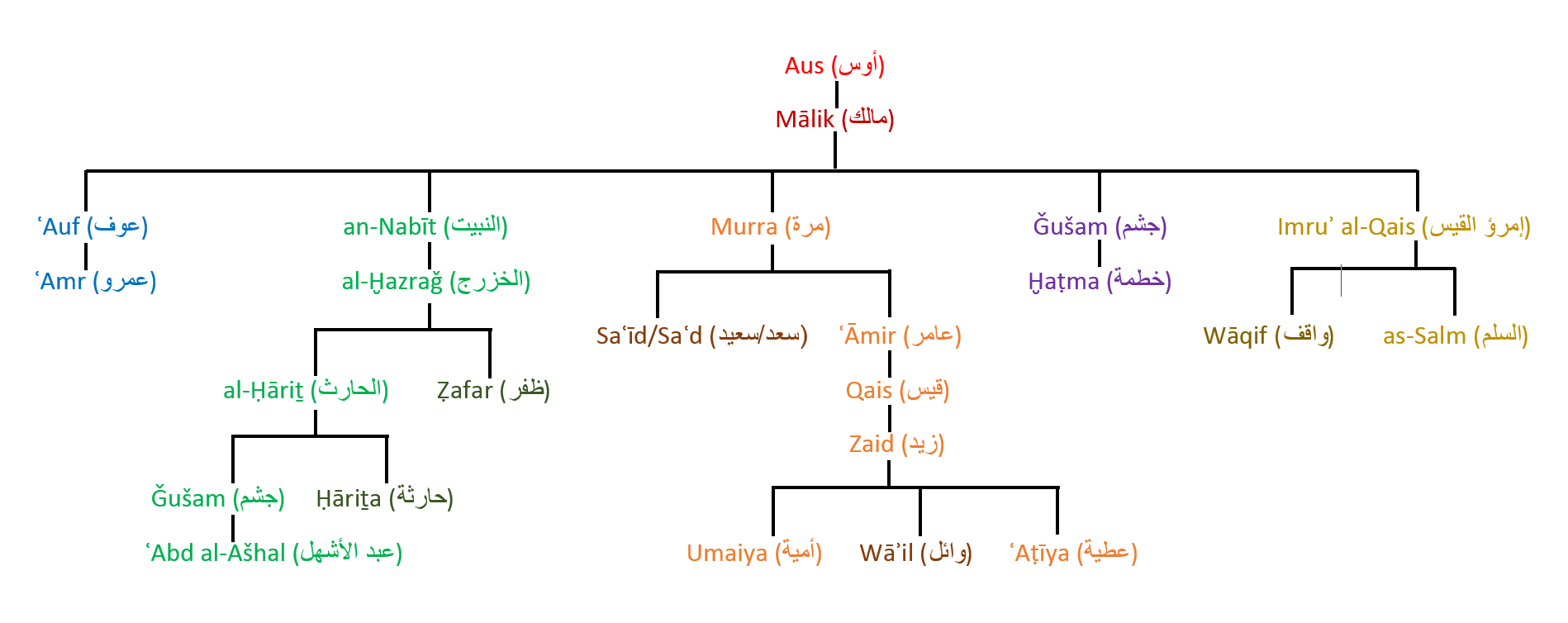
Übersicht aller Unterstämme der Aus

## Vorgeschichte
ʿAsmāʾ hatte in Form eines unter anderem in Ibn Ishāqs Prophetenbiographie überlieferten Gedichts die muslimischen Medinenser für ihre Unterwerfung unter einen Fremden, d. h. Mohammed, verspottet und die nichtmuslimischen Einwohner der Oase zum Angriff auf Mohammed und seine Anhängerschaft aufgestachelt:

„Ihr Gefickten der Malik und der Nabit
Und der Auf, ihr Gefickten der Chasradsch! (...)
Ihr gehorcht einem Ausländer, der nicht aus eurer Gegend stammt,
Der weder von Morad ist noch von Madhhidsch! (jemenitische Stämme)
Hofft ihr auf ihn nach der Ermordung eurer Häuptlinge,
Als giertet ihr nach der Suppe eines siedenden Fleisches?
Gibt es denn keinen Mann von Ehre, der einen Augenblick der Unachtsamkeit nutzt
Und den Hoffnungen der Gimpelfänger ein Ende setzt?“

Al-Wāqidī sowie al-Balādhurī überliefern ʿAsmāʾs Verse ohne den in Ibn Ishāqs Version enthaltenen Aufruf zum Angriff auf die Muslime.
Ibn Ishāqs Darstellung zufolge war der Mord an dem greisen jüdischen Proselyten Abū ʿĀfak, für dessen Tod er zwar kein genaues Datum nennt, den er aber explizit vor das Attentat auf ʿAsmāʾ datiert, der Anlass für diese Verse.
 Al-Wāqidī hingegen nennt den Schawwāl des zweiten Jahres nach islamischer Zeitrechnung (27. März bis 25. April 624) und somit den Monat nach ʿAsmāʾs Ermordung als sein Todesdatum, wodurch der Mord an ihm als ausschlaggebender Grund für ʿAsmāʾs Verse ausgeschlossen wäre. Al-Balādhurī und Ibn Saʿd datieren seinen Tod in denselben Monat wie al-Wāqidī.

Als Antwort auf ʿAsmāʾs Anfeindungen dichtete der berühmte Dichter und Prophetengenosse Hassān ibn Thābit († ca. 659) folgende Verse:

„Die Banū Wāʾil, die Banū Wāqif und die Chatma sind den Banū Chazradsch unterlegen
Wehe ihr! Als sie durch ihr Gejammere Frechheit herbeirief und der Tod kam
Sie provozierte einen Mann von ruhmvoller Abstammung und würdevollen Sitten
Er befleckte sie nach einem Teil der Nacht, ohne zu zögern, mit blutiger Farbe
Möge Gott dich in die Erleichterung des Paradieses überführen, auf dass du dich an der Gnade des Eintritts erfreust.“

Dieses im Diwān Hassān ibn Thābits enthaltene Gedicht findet sich in teils abweichender Form auch in Ibn Ishāqs Prophetenbiographie und al-Wāqidīs „Buch der Feldzüge“ (Kitāb al-Maġāzī). Ibn Ishāqs Version entbehrt der letzten Zeile in Ibn Thābits Gedicht.
Der poetische Schlagabtausch zwischen ʿAsmāʾ und Ibn Thābit verdeutlicht den Riss innerhalb Yathribs in Form des schwelenden Konflikts zwischen den zum Islam übergetretenen Anwohnern der Oase (den Ansār) bzw. der Gefolgschaft des Propheten im Allgemeinen auf der einen Seite und der dort ansässigen jüdischen sowie heidnischen Opposition auf der anderen. Ausschlaggebend war die dortige Ankunft Mohammeds, die Annahme der neuen Religion von Teilen der einheimischen Bevölkerung und die damit zusammenhängenden Änderungen in der soziopolitischen Struktur Yathribs. Im Unterschied zu den Konflikten der vorislamischen Zeit verlief dieser nicht entlang der Zugehörigkeit zu bzw. der Allianz mit einem der beiden vorherrschenden Stämme (Siehe: Banū Qaila), sondern basierte auf der Angehörigkeit zu einer der jeweiligen Religionsgemeinschaften und war des Weiteren ökonomischer und politischer Natur. Der Mord an ʿAsmāʾ reihte sich ein in die Konsolidierung der islamischen Herrschaft über die Oase und die Bekämpfung der medinensischen Opposition zum Propheten. Er ging einher mit der Vertreibung der Qainuqāʿ im selben Zeitraum. Vor einem ähnlichen Hintergrund erfolgte die Vertreibung der Banū Nadīr im Folgejahr und die Vernichtung der Banū Quraiza nach der Grabenschlacht 627.

## Ermordung
Der Tathergang wie auch die damit zusammenhängenden Geschehnisse werden in den jeweiligen Quellen teils unterschiedlich überliefert. Es wird übereinstimmend berichtet, dass der Täter – ʿUmair ibn ʿAdī, ein Mitglied des Stammes ihres Mannes – als Reaktion auf ihre Verse ʿAsmāʾ im Schlaf getötet und danach das Attentat dem Propheten berichtet haben soll. Auf die Nachricht ihres Todes hin soll der gesamte Unterstamm ihres Mannes den Islam angenommen haben.
Nach der Überlieferung Ibn Ishāqs soll Mohammed in Reaktion auf das Gedicht die Frage gestellt haben, wer ihn von der Tochter Marwāns erlösen könne, woraufhin ʿUmair ihr Haus aufgesucht und sie getötet habe. In al-Wāqidīs Darstellung geht die Tat nicht auf eine Äußerung Mohammeds zurück. Demnach habe dieser sich in Badr befunden, als ʿUmair von ʿAsmāʾs Versen erfuhr und daraufhin einen Schwur leistete, ihr das Leben zu nehmen, falls der Prophet heil von der Schlacht zurückkehren sollte. Al-Balādhurī verzeichnet, dass ʿUmair sich ebenfalls in Badr befand, als er das Gedicht mitbekam und daraufhin schwor, sie zu töten, falls er aus Badr heimkehren sollte. Nachdem er nach seiner Rückkehr in die Stadt den Propheten um Erlaubnis gebeten hatte, ʿAsmāʾ zu töten, soll er die Tat vollbracht haben.
Laut al-Wāqidī und Ibn Saʿd war ʿUmair blind. Als er ʿAsmāʾs Wohnstätte betrat, sollen sie und ihre Kinder – darunter der Säugling, der noch an ihrer Brust saugte – um sie herum geschlafen haben. Er soll sie zuerst abgetastet haben, um ihr anschließend das Kind von ihrer Brust wegzureißen und sie mit seinem Schwert zu durchbohren.
Als er am darauffolgenden Morgen die Tat dem Propheten berichtete, soll dieser ihn dafür gelobt haben. Aufgrund seines Einsatzes für den Islam verlieh – so die Darstellung al-Wāqidīs und Ibn Saʿds – Mohammed dem blinden ʿUmair den Beinamen al-Baṣīr, dt. „der Sehende“. Auf die Frage, ob er wegen dieser Tat etwas zu befürchten hätte, soll der Prophet ihn mit der Aussage beschwichtigt haben, dass wegen dieser Frau keine zwei Ziegen aufeinander losgehen würden: lā yantaṭiḥu fīhā ʿanzān. Dieser in Ibn Ishāqs Prophetenbiographie überlieferte Ausspruch Mohammeds, der auch in der Version al-Wāqidīs, Ibn Saʿds und al-Balādhurīs enthalten ist, ist sprichwörtlich geworden und wird u. a. von Ibn ʿAsākir in seiner Gelehrtengeschichte von Damaskus Taʾrīḫ madīnat Dimašq aufgeführt. Die Redewendung dient der Beschreibung von Bagatellen.
Aus Ibn Ishāqs Darstellung geht nicht ohne Weiteres hervor, worauf sich ʿUmairs Sorgen konkret bezogen. Al-Wāqidī nennt als Grund für diese die Befürchtung, durch die eigenständige Ausführung eines Mordes, für den er nicht explizit beauftragt worden war, die Autorität Mohammeds untergraben zu haben.
Al-Wāqidī und Ibn Ishāq verzeichnen des Weiteren ein Gespräch zwischen ʿUmair und den hinterbliebenen Söhnen ʿAsmāʾs, als dieser im Anschluss an seinen Bericht an Mohammed auf sie traf. Laut Ibn Ishāq habe er ihnen dabei mitgeteilt, ihre Mutter getötet zu haben, und sie daraufhin dazu aufgerufen, ihn ohne groß zu zögern zu bekämpfen. Nach al-Wāqidīs Darstellung ging diese Aufforderung mit der Drohung einher, sie ebenfalls umzubringen, falls sie es jemals ihrer Mutter gleichtun sollten.

Die Banū Chatma sollen sich noch am selben Tag zum Islam bekehrt haben, so dass auch diejenigen unter ihnen, die zuvor insgeheim zum Islam konvertiert sein sollen, sich offen zu ihrer Religion bekennen konnten: 

„Am Tag, da Marwans Tochter getötet wurde, bekehrten sich die Männer der Banu Khatma, weil sie die Macht des Islams gesehen hatten.“

 Zur Rezeption dieses und ähnlicher Ereignisse in der Forschung siehe hier bzw. hier.